# Mistrzostwa Świata w Kajakarstwie 1991
24. Mistrzostwa świata w kajakarstwie odbyły się w dniach 21–25 sierpnia 1991 w Paryżu.
Rozegrano 17 konkurencji męskich i 5 kobiecych. Mężczyźni startowali w kanadyjkach jedynkach (C-1), dwójkach (C-2) i czwórkach (C-4) oraz w kajakach jedynkach (K-1), dwójkach (K-2) i czwórkach (K-4), zaś kobiety w kajakach jedynkach, dwójkach i czwórkach. Liczba i rodzaj konkurencji nie zmieniły się od poprzednich mistrzostw.
Po raz pierwszy od mistrzostw w 1938 wystąpiła reprezentacja zjednoczonych Niemiec, która zajęła pierwsze miejsce w klasyfikacji medalowej. Po raz ostatni wystąpiły reprezentacje Czechosłowacji i  Związku Radzieckiego.

## Medaliści

### Mężczyźni

#### Kanadyjki
| Konkurencja: | Złoto:                                                                     | Rezultat | Srebro:                                                                  | Rezultat | Brąz:                                                                         | Rezultat |
| C-1 500 m    | Michał Śliwiński                                                           | 1:52,28  | Nikołaj Buchałow                                                         | 1:53,59  | Olaf Heukrodt                                                                 | 1:54,20  |
| C-1 1000 m   | Ivans Klementjevs                                                          | 4:02,61  | Nikołaj Buchałow                                                         | 4:02,68  | Matthias Röder                                                                | 4:04,52  |
| C-1 10 000 m | Zsolt Bohács                                                               | 46:57,58 | Ivans Klementjevs                                                        | 47:01,90 | Andrew Train                                                                  | 47:45,72 |
| C-2 500 m    | Węgry · Attila Pálizs · Attila Szabó                                       | 1:42,00  | ZSRR · Wiktar Raniejski · Nicolae Juravschi                              | 1:42,06  | Francja · Olivier Boivin · Didier Hoyer                                       | 1:42,72  |
| C-2 1000 m   | Niemcy · Ulrich Papke · Ingo Spelly                                        | 3:43,42  | Francja · Olivier Boivin · Didier Hoyer                                  | 3:44,43  | ZSRR · Wiktar Raniejski · Nicolae Juravschi                                   | 3:45,17  |
| C-2 10 000 m | Węgry · István Gyulay · Pál Pétervári                                      | 42:58,10 | Rumunia · Gheorghe Andriev · Romice Haralambie                           | 43:07,38 | Wielka Brytania · Andrew Train · Stephen Train                                | 43:08,64 |
| C-4 500 m    | ZSRR · Wiktar Raniejski · Nicolae Juravschi · Jurij Hurin · Wałerij Weszko | 1:32,42  | Francja · Benoît Bernard · Joël Bettin · Philippe Renaud · Pascal Sylvoz | 1:33,50  | Niemcy · Axel Berndt · Andreas Dittmer · Sven Montag · Thomas Zereske         | 1:33,88  |
| C-4 1000 m   | ZSRR · Wiktar Raniejski · Nicolae Juravschi · Jurij Hurin · Wałerij Weszko | 3:19,50  | Niemcy · Olaf Heukrodt · Sven Montag · Ulrich Papke · Ingo Spelly        | 3:19,74  | Bułgaria · Dejan Bonew · Nikołaj Buchałow · Trajczo Draganow · Paisij Lubenow | 3:21,30  |

#### Kajaki
| Konkurencja: | Złoto:                                                                   | Rezultat | Srebro:                                                                  | Rezultat | Brąz:                                                                       | Rezultat |
| K-1 500 m    | Renn Crichlow                                                            | 1:42,14  | Knut Holmann                                                             | 1:42,49  | Zsolt Gyulay                                                                | 1:42,84  |
| K-1 1000 m   | Knut Holmann                                                             | 3:35,19  | Ferenc Csipes                                                            | 3:37,32  | Greg Barton                                                                 | 3:38,00  |
| K-1 10 000 m | Greg Barton                                                              | 41:54,73 | Beniamino Bonomi                                                         | 42:03,66 | Morten Ivarsen                                                              | 42:22,32 |
| K-2 500 m    | Hiszpania · Juan José Roman · Juan Manuel Sánchez                        | 1:31,70  | Niemcy · Kay Bluhm · Torsten Gutsche                                     | 1:32,04  | Węgry · Ferenc Csipes · Zsolt Gyulay                                        | 1:32,25  |
| K-2 1000 m   | Niemcy · Kay Bluhm · Torsten Gutsche                                     | 3:15,46  | Hiszpania · Juan José Roman · Juan Manuel Sánchez                        | 3:18,82  | Węgry · Ákos Angyal · Béla Petrovics                                        | 3:18,94  |
| K-2 10 000 m | Francja · Philippe Boccara · Pascal Boucherit                            | 38:58,69 | Niemcy · Kay Bluhm · Torsten Gutsche                                     | 39:08,57 | Czechosłowacja · Róbert Erban · Juraj Kadnár                                | 39:09,18 |
| K-4 500 m    | Niemcy · Detlef Hofmann · Oliver Kegel · Thomas Reineck · André Wohllebe | 1:23,25  | Węgry · Attila Ábrahám · Attila Adám · Attila Adrovicz · László Fidel    | 1:23,54  | ZSRR · Siergiej Galkow · Andriej Plitkin · Oleg Gorobij · Serhij Kirsanow   | 1:23,69  |
| K-4 1000 m   | Węgry · Ferenc Csipes · László Fidel · Attila Ábrahám · Zsolt Gyulay     | 2:58,15  | Niemcy · Detlef Hofmann · Oliver Kegel · Thomas Reineck · André Wohllebe | 2:59,11  | Czechosłowacja · Richard Botló · Michal Matúš · Karol Becker · Karel Hrudík | 3:01,14  |
| K-4 10 000 m | Niemcy · Detlef Hofmann · Oliver Kegel · Thomas Reineck · André Wohllebe | 35:37,98 | Australia · Ramon Andersson · Clint Robinson · Ian Rowling · Steven Wood | 35:39,24 | Szwecja · Jonas Fager · Pablo Grate · Peter Orban · Hans Olsson             | 35:46,40 |

### Kobiety

#### Kajaki
| Konkurencja: | Złoto:                                                                    | Rezultat | Srebro:                                                           | Rezultat | Brąz:                                                        | Rezultat |
| K-1 500 m    | Katrin Borchert                                                           | 1:53,59  | Rita Kőbán                                                        | 1:53,79  | Josefa Idem                                                  | 1:54,22  |
| K-1 5000 m   | Josefa Idem                                                               | 22:30,00 | Anna Wood                                                         | 22:31,44 | Katrin Borchert                                              | 22:32,51 |
| K-2 500 m    | Niemcy · Anke von Seck · Ramona Portwich                                  | 1:43,21  | Węgry · Éva Dónusz · Erika Mészáros                               | 1:44,36  | Szwecja · Agneta Andersson · Anna Olsson                     | 1:44,83  |
| K-2 5000 m   | Niemcy · Anke von Seck · Ramona Portwich                                  | 20:43,82 | Szwecja · Maria Haglund · Susanne Rosenqvist                      | 20:44,86 | Francja · Bernadette Brégeon · Sabine Götschy                | 21:08,52 |
| K-4 500 m    | Niemcy · Anke von Seck · Ramona Portwich · Katrin Borchert · Monika Bunke | 1:36,58  | Węgry · Rita Kőbán · Éva Dónusz · Erika Mészáros · Katalin Gyulai | 1:38,37  | Chiny · Liu Qinglan · Ning Menghua · Wang Jing · Wen Yanfang | 1:39,03  |

## Klasyfikacja medalowa
| Miejsce | Państwo           | Złoto | Srebro | Brąz | Razem |
| ------- | ----------------- | ----- | ------ | ---- | ----- |
| 1       | Niemcy            | 8     | 4      | 4    | 16    |
| 2       | Węgry             | 4     | 5      | 3    | 12    |
| 3       | ZSRR              | 4     | 2      | 2    | 8     |
| 4       | Francja           | 1     | 2      | 2    | 5     |
| 5       | Norwegia          | 1     | 1      | 1    | 3     |
| 5       | Włochy            | 1     | 1      | 1    | 3     |
| 7       | Hiszpania         | 1     | 1      | 0    | 2     |
| 8       | Stany Zjednoczone | 1     | 0      | 1    | 2     |
| 9       | Kanada            | 1     | 0      | 0    | 1     |
| 10      | Bułgaria          | 0     | 2      | 1    | 3     |
| 11      | Australia         | 0     | 2      | 0    | 2     |
| 12      | Szwecja           | 0     | 1      | 2    | 3     |
| 13      | Rumunia           | 0     | 1      | 0    | 1     |
| 14      | Czechosłowacja    | 0     | 0      | 2    | 2     |
| 14      | Wielka Brytania   | 0     | 0      | 2    | 2     |
| 16      | Chiny             | 0     | 0      | 1    | 1     |
|         | Razem             | 22    | 22     | 22   | 66    |